# Prosmidia
Prosmidia is een geslacht van kevers uit de familie bladkevers (Chrysomelidae).
De wetenschappelijke naam van het geslacht werd in 1901 gepubliceerd door Julius Weise.

## Soorten
- Prosmidia amoena Weise, 1904
- Prosmidia bispinosa (Fabricius, 1798)
- Prosmidia chevrolati Guérin, 1849
- Prosmidia conifera (Fairmaire, 1882)
- Prosmidia decempunctata (Laboissiere, 1926)
- Prosmidia excavata (Weise, 1909)
- Prosmidia fenestrata (Karsch, 1882)
- Prosmidia hastata (Laboissiere, 1921)
- Prosmidia maculosa Weise, 1907
- Prosmidia ornata (Laboissiere, 1926)
- Prosmidia passeti (Allard, 1888)
- Prosmidia sexplagiata (Jacoby, 1894)
- Prosmidia suahelorum Weise, 1901
- Prosmidia vicina (Gahan, 1909)